# Dolichopus annulitarsis
Dolichopus annulitarsis är en tvåvingeart som beskrevs av Ringdahl 1920. Dolichopus annulitarsis ingår i släktet Dolichopus och familjen styltflugor. Arten är reproducerande i Sverige. Inga underarter finns listade i Catalogue of Life.